# Alessandro Giusti
Alessandro Giusti, né le 10 septembre 2006 à Bièvres, est un pilote automobile français, membre de l'équipe de France Circuit FFSA et de la Williams Racing Driver Academy. 
Vainqueur du Championnat de France de Formule 4 en 2022, il est engagé depuis 2025 dans le championnat de Formule 3 FIA.

## Biographie

### Les débuts en karting
Alessandro Giusti fait ses débuts en karting à l'âge de 10 ans à Wissous et s'inscrit dans une école de pilotage, qu’il fréquente plusieurs fois par mois durant un an. En 2018, dès sa première saison en compétition, il se classe neuvième du championnat de France. En 2020, il obtient en catégorie nationale la première place du championnat NSK. Après trois ans de pratique, il est repéré par le directeur technique national de la Fédération française du sport automobile.

### Les débuts et la confirmation en monoplace
Giusti fait ses débuts en monoplace en 2021, en s'engageant dans le championnat de France de Formule 4. Durant le premier meeting à Nogaro, il finit deuxième lors de la deuxième course ; puis sur le Hungaroring, il obtient sa première victoire. Très régulier tout au long de l'année en terminant 19 des 20 courses dans les points, et montant à quatre autres reprises sur le podium lors des deux derniers meetings, il se classe sixième du championnat et meilleur débutant de l'année.
En 2022, pour sa deuxième saison dans le championnat, il est longtemps en lutte face à l'Australien Hugh Barter. À partir de la mi-saison, alors que son rival subit quelques déconvenues, il prend la tête du championnat et ne la quitte plus, jusqu'à obtenir le titre avec 300 points.

### 2023-2024: Formule Régionale

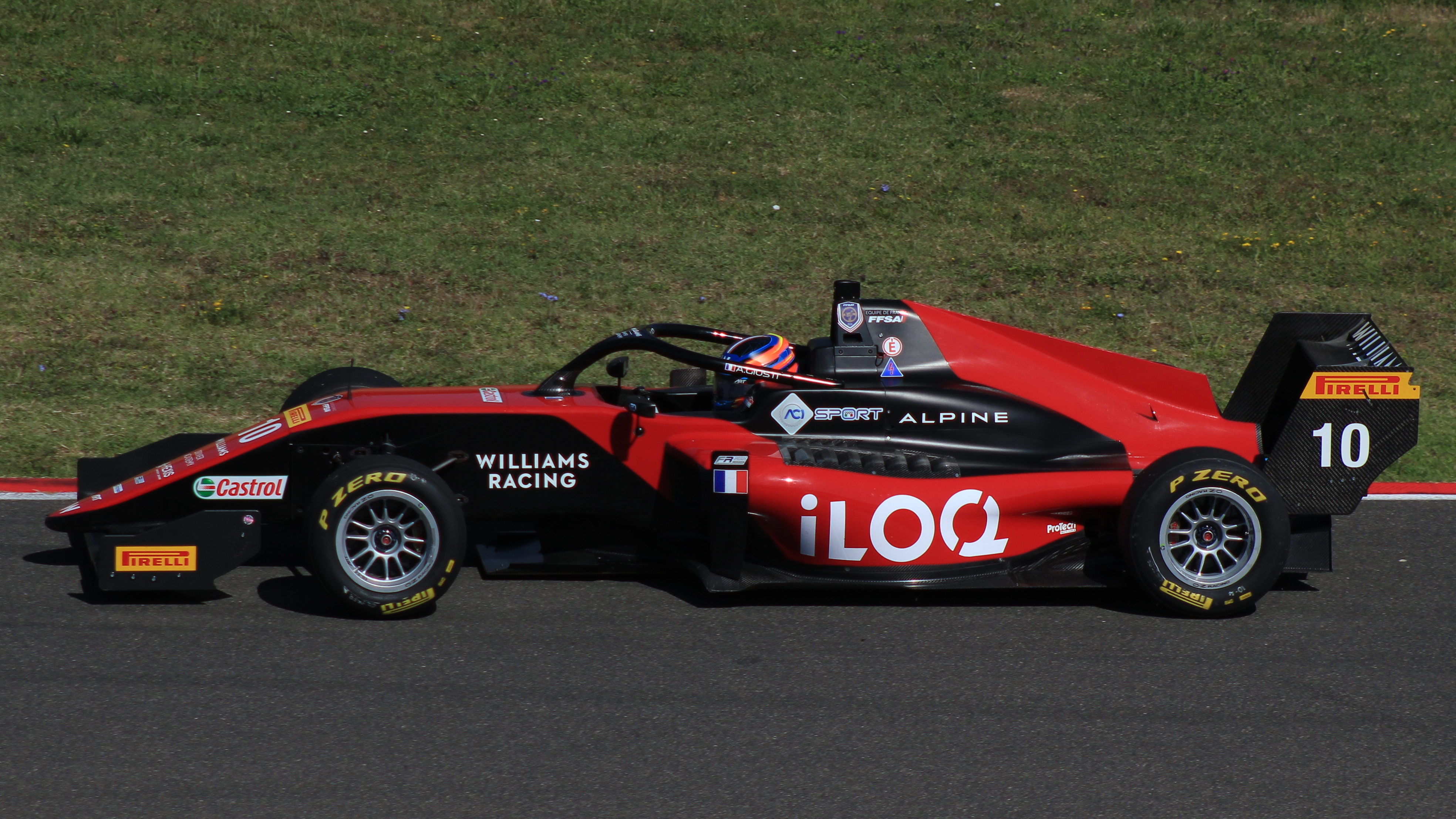
Alessandro Giusti en Formule Régionale en 2024 au Mugello.

Le 8 décembre 2022, Alessandro Giusti annonce qu'il rejoint le Championnat d'Europe de Formule Régionale 2023, au sein de l'équipe suisse G4 Racing,. Ses débuts dans la catégorie sont difficiles, après les dix premières manches, il n'a inscrit que sept points. En seconde partie de saison, le Français progresse ; lors du meeting disputé sur le circuit Paul-Ricard, il obtient sa première pole position, ainsi que son premier succès de l'année. Par la suite, il parvient à s'adjuger trois autres podiums, dont deux victoires et se classe sixième du championnat avec 111 points.
L'année suivante, Giusti rejoint la Williams Racing Driver Academy et s'engage avec ART Grand Prix. Après un début de campagne mitigée, il décroche ses premiers podiums à Zandvoort et remonte au championnat. Lors de la seconde course disputée au Paul-Ricard, il obtient sa première victoire de la saison, performance qu'il réitère lors du meeting suivant, à Imola. Après avoir acquis un dernier podium à Monza, il termine quatrième du championnat avec 195 points.

### 2025: Formule 3 FIA
Le 3 décembre 2024, Alessandro Giusti est officialisé par MP Motorsport pour le championnat de Formule 3 FIA 2025. À Sakhir, il marque ses premiers points grâce à une septième place. Sur le circuit de Barcelone, lors de la course principale, il obtient son premier podium de la saison en terminant troisième.

## Résultats en compétition automobile
| Saison | Championnat                        | Écurie         | Courses | Victoires | Pole positions | Meilleurs tours | Podiums | Points inscrits | Classement |
| ------ | ---------------------------------- | -------------- | ------- | --------- | -------------- | --------------- | ------- | --------------- | ---------- |
| 2021   | Championnat de France de Formule 4 | FFSA Academy   | 20      | 2         | 1              | 1               | 6       | 147             | 6e         |
| 2022   | Championnat de France de Formule 4 | FFSA Academy   | 20      | 2         | 6              | 2               | 12      | 300             | Champion   |
| 2023   | Formule Régionale Europe           | G4 Racing      | 20      | 3         | 2              | 3               | 4       | 111             | 6e         |
| 2024   | Formule Régionale Europe           | ART Grand Prix | 20      | 2         | 0              | 2               | 7       | 195             | 4e         |
| 2025   | Formule 3 FIA                      | MP Motorsport  | 17      | 0         | 0              | 0               | 2       | 57              | 9e         |